# Kazanlak
Kazanlak (bolgarsko Казанлък, latinizirano: Kazanlăk, v antiki znan kot Sevtopol), je mesto v oblasti Stara Zagora v Bolgariji. Je sredi istoimenske nižine, ob vznožju Stare planine, na vzhodnem koncu doline vrtnic, je upravno središče istoimenske občine Kazanlak.
Mesto je med 15 največjimi industrijskimi središči v Bolgariji, s 44.760 prebivalci decembra 2017.
Je središče pridobivanja rožnega olja v Bolgariji in oljna vrtnica Kazanlak (tudi damaščanska vrtnica) je eden najbolj prepoznavnih nacionalnih simbolov.
Leta 2019 je bila damaščanska vrtnica vpisana na Unescov seznam nesnovne kulturne dediščine kot element sirske kulturne dediščine.

## Zgodovina
Najstarejša naselbina na območju današnjega mesta sega v mlajšo kameno dobo (6.-5. tisočletje pr. n. št.). Med 4. in 3. stoletjem pr. n. št. so bila ozemlja na zgornjem toku reke Tundže pod oblastjo traškega vladarja Sevta III. in so zavzela pomembno mesto v zgodovinskem razvoju Trakije v helenistični dobi. Tračansko mesto Sevtopol (Σευθόπολις) je bilo odkrito v bližini Kazanlaka in temeljito raziskano v času izgradnje rezervoarja Koprinka. V 4. stoletju pred našim štetjem je bila v bližini starodavne tračanske prestolnice Sevtopol in blizu mesta zgrajena veličastna tračanska grobnica- Kаzanlăška grobnica. Sestavljena je iz obokane opečne grobnice (tolos) in med drugim vsebuje poslikave, ki predstavljajo tračanski par na obredni pogrebni pojedini. Grobnica je bila leta 1979 vpisana na Unescov seznam svetovne dediščine.
V srednjem veku je dolina postala upravno središče regije Krun, kjer je vladal bolgarski bojar Aldimir (Eltimir). Po letu 1370 je bil Kazanlak pod osmansko oblastjo. Njegovo sodobno ime izhaja iz turškega Kazanlık.
Moderno mesto sega v začetek 15. stoletja. Ustanovljeno je bilo kot vojaška utrdba za zaščito prelaza Šipka, kasneje pa se je razvil kot mesto obrtnikov. Razvilo se je več kot 50 obrti, kot so usnjarstvo, kovinarstvo, zlatarstvo, tkalstvo, čevljarstvo, sodarstvo in seveda gojenje vrtnic. Oljna vrtnica, uvožena iz srednje Azije prek Perzije, Sirije in Turčije, je našla vse potrebne pogoje za uspevanje – primerno temperaturo, visoko vlažnost in lahka, peščena, cimetovo gozdna tla. Kazanlaško rožno olje je prejelo zlate medalje na razstavah v Parizu, Londonu, Filadelfiji, Antwerpnu in Milanu. Po bolgarski neodvisnosti je rokodelstvo upadlo zaradi izgube trgov v ogromnem Osmanskem cesarstvu. Razvite so bile tekstilna, letalska in vojaška industrija.

## Geografija

### Podnebje
Bolgarsko podnebje je zmerno, s povprečnimi temperaturami od 0 °C do 1,5 °C v januarju in 21 °C v juliju. Povprečna nadmorska višina je 350 m.
Spomladanske temperature se dvignejo razmeroma zgodaj in so običajno nad 5 °C (v prvi polovici marca) in nad 10 °C (v prvi polovici aprila), včasih pa je v spomladanskem obdobju tudi nekaj mraza.
Poletne temperature so zmerne, povprečna poletna količina padavin pa precej visoka, zlasti na začetku poletja. V drugi polovici poletja in v začetku jeseni padavine nenehno padajo. Do sredine novembra je povprečna jesenska temperatura nad 5 °C, do konca oktobra pa nad 10 °C.
Zima je mila, s sorazmerno malo sneženja, kratkotrajno snežno odejo in nizkimi minimalnimi temperaturami. Največ padavin je junija, najmanj pa februarja in marca. Splošna smer vetra je severovzhodna.

## Topografija
Mesto Kazanlak z okolico je v zahodnem delu Kazanlaške doline. Obstajajo različni tipi tal, večinoma kostanjeva (približno 50 %), ki so zelo primerna za gojenje oljnic in zelišč.
Kazanlaška dolina je nastala v kvartarnem obdobju z dvigom Stare planine in Sredne gore ter potopitvijo predbalkanskih polj. O prelomnem značaju doline pričajo topli mineralni vrelci v bližini vasi Ovoštnik, Jagoda in mesta Pavel Banja.
Morfološko je dolina Kazanlak razdeljena na tri območja. Zahodno območje je najširše in ima veliko hribovja zaradi številnih naplavin, ki jih tvorijo reke, ki tečejo skozi Staro planino. Čeprav je povprečna nadmorska višina 350 m, tu doseže do 500 m. Osrednji del je ožji in nižji, relief vzhodnega pa je precej kompleksnejši.

### Tla in mineralni viri
Pokrov tal je tesno povezan z reliefom, podnebjem, rastlinstvom regije in gospodarsko dejavnostjo človeka. Razgibano bolgarsko naravno okolje je ustvarilo približno 20 tipov in podtipov tal.
Za to regijo so značilna predvsem cimetovo-gozdna tla. Širjenje akumulativnih rečnih materialov vzdolž rek Tundže in Eninske je oblikovalo aluvialne tipe in podtipe tal. Odcednost in globoka geološka podlaga skupaj s sušno odporno in toploljubno gozdno vegetacijo (hrast, brest, gaber) so razlog za širjenje gozdnih tal.
Obdelovalne površine, povezane s tem tipom tal, so nagnjene, kar vodi do razgradljivega učinka ravninske, linearne in grapaške erozije. Aluvialna tla so visoko produktivna – predstavljajo jih njive I, II in III kategorije. Pokrivajo dve tretjini preiskanega ozemlja in to je ovira za rast mesta.
Zemljišča so zasajena predvsem z vrtnicami in trajnicami. Nizko produktivna in degradirana zemljišča so le severovzhodno od Kazanlaka. Del jih je pokritih s travniki in pašniki. Ta regija ni bogata z mineralnimi viri industrijskega pomena, vendar obstaja več nekovinskih mineralov lokalnega pomena. V kraju Manastirska Niva dva kilometra zahodno od Kazanlaka je nahajališče gline za proizvodnjo opeke. Greisen jama za lomljen kamen, tlakovce in robnike je 7 km vzhodno od mesta v kraju Kara Dere.
Pesek, gramoz in drugo se pridobivajo iz jam v bližini vasi Ovoštnik in Čerganovo. V bližini vasi Kančevo in Bouzovgrad so granitne jame. Granit se uporablja za robnike, tlakovce ipd.

### Vodni viri
Dolino Kazanlak odmaka reka Tundža in njeni pritoki. Reka Tundža izvira v najvišjem delu Stare planine vzhodno od gore Botev, teče čez več polj – Kalofersko polje, Kazanlaško polje, Slivensko polje, Jambolsko polje in Elhovsko polje ter se izliva v reko Marico. Skupna dolžina njenega bolgarskega odseka je 349,5 km, površina njenega porečja pa 7834 km². Reka teče počasi v dolini Kazanlak blizu severnih pobočij Sredne gore. Povprečna letna količina vode narašča proti jugu.
Pri jezu Koprinka je v povprečju 9,5 kubičnih metrov na sekundo ali približno 300.000.000 kubičnih metrov na leto; pri vasi Kneža znaša 31,14 kubičnih metrov na sekundo oziroma 1.200.000.000 kubičnih metrov na leto. Vendar ta količina vode ni enakomerno razporejena čez celo leto. Največ je spomladi (aprila in maja) zaradi intenzivnega taljenja snega in velike količine padavin spomladi. Podzemne vode aluvialnih stožcev velikega obsega in pretočnosti igrajo pomembno vlogo pri regulaciji odtoka v poletni sezoni, ko je padavin najmanj. Jugozahodno od vasi Koprinka je dolina reke globoko zarezana v pobočju Sredne Gore in ta ozkost je bila izkoriščena za izgradnjo jezu Koprinka, ki omogoča namakanje zemlje okoli Kazanlaka in Stare Zagore. Številni pritoki hranijo reko Tundža; tiste, ki izvirajo v stari planini, so številne in globlje.
Reke Taža, Lešnica, Eninska in Magližka ter njihove globoko vrezane doline na pobočjih Stare planine so izjemne lepote. Reka Kran izvira v vasi Kran in z več izviri teče skozi zahodni del mesta in postopoma izginja v terasnih materialih reke Tundže.
Reka Eninska zbira vode številnih izvirov, teče skozi vzhodni del Kazanlaka in se južno od mesta izliva v reko Tundža. Oba pritoka imata v zgornjem toku globoko vrezani dolini. V spodnjem toku ni tako nagnjen teren, struge pa so širše. Povprečna letna količina vode Eninske reke pri vasi Enina je 0,75 kubičnih metrov na sekundo. Največji pretok vode je aprila in maja, in sicer 1,70 kubičnih metrov oziroma 1,49 kubičnih metrov na sekundo. Najnižja je v septembru pri 0,20 kubičnih metrov na sekundo. Za te pritoke (zlasti reko Eninsko) je značilno veliko aluvialnih tvorb.
Številni žlebovi tečejo po pobočjih hriba Tulbeto (ki je v severovzhodnem delu mesta), ko pade močan dež ali se tali sneg in prenašajo v reko Eninsko težke naplavine. Dva ali tri kilometre severno od Kazanlaka sta reki Eninska in Kranska povezani z odtokom, ki odvaja vodo, usmerjeno proti mestu. Južno od mesta je še en odvodni sistem, ki odvaja vode, ki izginjajo v aluvialnem stožcu iz Eninske in Kranske reke proti reki Tundži.

## Prebivalstvo
V prvem desetletju po osvoboditvi Bolgarije je v 1880-ih prebivalstvo Kazanlaka štelo okoli 9000 ljudi. Od takrat je začelo naraščati, predvsem zaradi migrantov s podeželja in okoliških manjših mest in doseglo vrhunec leta 1985, ko je preseglo 60.000. Po tem času se je število prebivalcev začelo hitro zmanjševati zaradi slabega gospodarskega položaja v bolgarskih provincah v 1990-ih, kar je povzročilo novo selitev v smeri glavnega mesta Sofije in v tujino.

## Kultura
Kazanlak ima dolgo in trdno tradicijo na področju kulture in prosvete. Na vsakem začetku preporoda je prebivalstvo Kazanlaka že odpiralo šole in kulturne čitalnice - vključno s Kazanlaško pedagoško šolo, ki je pripravljala učitelje za vso državo. Za mnoge znane bolgarske umetnike in izvajalce je bil to kraj, kjer se je začelo njihovo fizično in ustvarjalno življenje. Kulturno središče Kazanlaka je Knjižnica Iskra, ustanovljeno leta 1860. Vsebuje knjižnico, gledališče, kino in muzej. Gostil je prvo bolgarsko opero Siromahkinja.
- Knjižnica Iskra – ena najstarejših knjižnic v Bolgariji, ustanovljena leta 1860, ima zdaj več kot 500 knjig.
- Park Rosarium s številnimi točkami za rekreacijo.
- Hiša – muzeja slavnih bolgarskih umetnikov Dečka Uzunova in Nenka Balkanskega.
- Tračanske grobnice; odkriti ostanki starodavne tračanske kulture – predmeti, nakit in posode iz zlata, srebra, brona in gline – so že zdavnaj postali del svetovne zgodovinske zapuščine.

### Mestni zgodovinski muzej Iskra
Mestni zgodovinski muzej Iskra je eden prvih pokrajinskih mestnih muzejev v Bolgariji. Ustanovil ga je 29. junija 1901 Peter Topuzov – bister podjetniški mož iz Kazanlaka in s sklepom vodstva Iskra Studious Cluba. V muzeju Iskra je shranjenih več kot 50.000 eksponatov, ki razkrivajo zgodovino območja Kazanlak od antičnih časov do danes. Najdbe iz traškega mesta Sevtopol so razstavljene v treh ločenih dvoranah. Med aktivno turistično sezono so organizirane občasne razstave z dragocenimi predmeti iz tega muzeja in izposojenimi zbirkami.

### Muzej vrtnic
Muzej je del Zgodovinskega muzeja Iskra v Kazanlaku. Leta 1967 je bila ustvarjena majhna razstava, ki je bila posvečena nabiranju vrtnic v Kazanlaku in regiji. Leta 1969 je razstava prerasla v samostojni muzej. Danes muzej vrtnic hrani več kot 15 000 eksponatov, povezanih z nabiranjem in pridelavo vrtnic v Bolgariji. Muzejska razstava vključuje izvirne slike in dokumente o razvoju pridelave vrtnic, pripomočke za obdelavo rožnih vrtov, posode za shranjevanje in izvoz rožnega olja in rožne vode. V muzeju so narejene restavracije skladišča vrtnic in prvega laboratorija za preiskavo rožnega olja, ki je nastal leta 1912. Ena največjih znamenitosti v muzeju je posoda z rožnim oljem, ki je bila zadnjič uporabljena leta 1947 in še danes se okoli nje čuti močan vonj po vrtnicah.

### Etnografski kompleks Koulata
Očarljiva tlakovana Mirska ulica je v najstarejšem delu mesta – okrožju Koulata, v bližini svetovno znane Tračanske grobnice v Kazanlaku. Tu je mogoče najti tradicionalno arhitekturo iz obdobja bolgarskega narodnega preporoda (18.–19. stoletje). Tamkajšnje tradicionalne stavbe sestavljajo etnografski kompleks Koulata, obnovljen in odprt za obiskovalce od leta 1976. »Popeljejo nas nazaj« v edinstveno, raznoliko materialno kulturo Bolgarov iz regije Kazanlak iz preteklosti.
Preden stopijo skozi vrata, lahko obiskovalci slišijo bakrena kladiva. Pripovedujejo zgodbe o tipični domači bakrotvorni obrti. Nasproti so izdelovalci violin, zraven pa zlatarna. Podeželska hiša se nahaja med grmovjem in drevesi. Je enonadstropna in asimetrična. Ima značilnosti balkanskih dolinskih hiš s konca 18. in začetka 19. stoletja.
Življenjski slog prebivalcev regije s konca 19. in začetka 20. stoletja je prikazan v obnovljenih hišah iz časa bolgarske renesanse. Tu razstavljene predmete hrani etnografski oddelek. Kazanlak je bil v bližnji preteklosti znano obrtniško mesto. Obiskovalci lahko poskusijo nekatere izdelke vrtničarstva – marmelado, liker in gjulovica (rožnično žganje).

### Narodni park Buzludža
Narodni park Buzludža se dviga vzhodno od prelaza Šipka. Je zelo pomemben del bolgarske zgodovine – tukaj je 30. julija 1868 v bitki padel Hadži Dimitar. Bil je na čelu majhne skupine upornikov, ki so se borili s številnim turškim sovražnikom. Leta 1961 so tu postavili spomenik v spomin na to junaško dejanje. Impresivna marmorna figura Hadži Dimitra se orisuje na zelenem ozadju borovcev. Blizu nje, pod častitljivimi bukvami, kamniti relief obeležuje še en dogodek v bolgarski zgodovini – ustanovitev Bolgarske delavske socialdemokratske stranke 2. avgusta 1891 po tajnem kongresu. Buzludža s številnimi kočami, domovi za počitek in hoteli ponuja odlične možnosti za ljubitelje zimskih športov in turizma.

### Narodni park Šipka
Narodni park Šipka je ustanovljen na istem območju, kjer so se v 1870-ih odvijale krvave bitke rusko-turške osvobodilne vojne. Predstavlja kompleks spominskih plošč, spomenikov, jarkov in bunkerjev, ki spominjajo na bitko.
Na vrhu hriba Šipka se dviga Spomenik svobode. Plačan je bil s prostovoljnimi prispevki bolgarskega ljudstva in zgrajena po zasnovi arhitekta Atanasa Donkova in kiparja Aleksandra Andrejeva. Spomenik je bil uradno odprt leta 1934. Ekspozicije spomenika pripovedujejo o junaštvu ruskih vojakov in bolgarskih prostovoljcev med petmesečno obrambo prelaza. Z zadnje strani je panorama obnovljenih detajlov bojišča, spomenikov in skupnih grobov, ki spominjajo na samožrtvovanje ruskih in bolgarskih junakov.
Kraj ponuja odlične pogoje za sprostitev in turizem. Več trgovin, kavarn z dobro založenimi bari, kampiranje, udoben hotel-restavracija in bencinska črpalka.

### Spominska cerkev Šipka
Spominska cerkev Šipka je 12 km severno od Kazanlaka, ob južnem vznožju gorovja Stara Planina v bližini mesta Šipka. Postavljena je bila po bolgarski osamosvojitvi kot spomenik ruskim in bolgarskim mrtvim. Zlate kupole in zeleno-rožnata fasada se ozirajo proti goram in pritegnejo pozornost popotnikov na prelazu Šipka.
Projektna zasnova po ruski cerkveni arhitekturi iz 17. stoletja z loki, frizi, pedimenti in pozlačenimi okraski je delo češkega arhitekta A.I. Tomiška. Glavni vhod ima tri loke, na vrhu pa je značilen 50 m visok zvonik. Zvonov je 17; najtežji med njimi tehta približno 12 metričnih ton. Ikonostas iz lipe je bogato okrašen s pozlačenimi rezbarijami in ima veliko umetniško vrednost.
Ikone so predstavili ruski menihi iz samostana sv. Pantalejmona na gori Atos v Grčiji. Imena ruskih polkov ter ruskih in bolgarskih mrtvih so zapisana na 34 marmornih ploščah, vgrajenih v stene cerkve. Častni pepel ruskih vojakov, padlih na prelazu Šipka (1877–78), je shranjen v 17 kamnitih sarkofagih v kripti. Spominska cerkev Šipka je bila slovesno posvečena 27. septembra 1902.

### Tračanska grobnica v Kazanlaku
Grobnica je del velike tračanske nekropole. Obsega ozek hodnik in okroglo pogrebno komoro, oba okrašena s poslikavami, ki predstavljajo trakijski par na obredni pogrebni pojedini. Spomenik sega v 4. stoletje pr. n. št. in je od leta 1979 na Unescovem seznamu svetovne dediščine. Stenske poslikave so nepozabne zaradi čudovitih konj in geste slovesa, v kateri sedeči par v trenutku prime drug drugega za zapestji nežnosti in enakosti (po besedah Ljudmile Živkove – pogled, ki ga ne delijo vsi specialisti). Slike so najbolje ohranjene bolgarske umetniške mojstrovine iz helenističnega obdobja.
Grobnica je v bližini starodavne trakijske prestolnice Sevtopol v regiji, kjer je več kot tisoč grobnic kraljev in članov trakijske aristokracije.
Sedeča ženska na freskah je upodobljena na hrbtni strani bolgarskega kovanca za 50 stotink, izdanega leta 2005.

### Grobnica Kosmatka
Eden najbolj impresivnih spomenikov tračanske civilizacije v Dolini traških kraljev je heroon (tempelj-grobnica junaka s kraljevskim statusom) Sevta III. Poleti 2004 je skupina bolgarskih arheologov v bližini bolgarskega mesta Šipka v občini Kazanlak odkrila velik nedotaknjen tračanski mavzolej iz 5. stoletja pred našim štetjem. Tempelj je bil pokopan pod 20-metrsko visoko gomilo Goljamata Kosmatka. »To je verjetno najbogatejša grobnica tračanskega kralja, kar so jih kdaj odkrili v Bolgariji. Njen slog in njena izdelava sta za nas kot strokovnjake popolnoma nova«, je povedal Georgi Kitov, vodja ekipe.
Grobnica Kosmatka predstavlja izjemen tračanski heroon, zgrajen v skladu z orfičnim izročilom s konca 5. ali začetka 4. stoletja pred našim štetjem. Služila je tudi kot simbolična grobnica Sevta III., vsebovala pa je ogromen zaklad, ki je zdaj razstavljen v muzeju in umetnostni galeriji Iskra. Med izkopavanji so odkrili več kot 70 srebrnih, zlatih in bronastih predmetov, ki so bili uporabljeni kot obredna daritev bogovom.
Tempelj so uporabljali med koncem 5. in začetkom 3. stoletja pr. n. št., ko je potekala simbolična pogrebna slovesnost Sevta III., slavnega ustanovitelja trakijskega mesta Sevtopol, ki je le 10 km stran. Po simboličnem pogrebnem obredu so tempelj zaprli, vhod pa zapečatili in zasuli.

### Literarni in umetniški muzej "Čudomir"
Med bolj zanimivimi znamenitostmi mesta je hiša priznanega bolgarskega pisatelja, umetnika in aktivista Dimitra Čorbadžijskega, čigar vzdevek je bil Čudomir (1890–1967). Hiša je bila leto po njegovi smrti, leta 1968, razglašena za muzej, zdaj pa ima status nacionalne zgodovinske kulturne znamenitosti, kar je potrdilo Protokol 15 Državne evidence z dne 3. decembra 1968. Muzejski kompleks, prenovljen in ponovno odprt leta 1979, zdaj vključuje umetnikovo hišo in umetniško razstavo ter pripadajoče dokumente, ki so v treh dvoranah na 300 kvadratnih metrih površine. Tukaj je več kot 15.000 originalnih rokopisov, slik, skic, pisem, knjig in osebnih predmetov, ki so pripadali Čudomirju in njegovi ženi, umetnici Mari Čorbadžijski. To je edini muzej v Bolgariji, posvečen tako literaturi kot umetnosti, in je tudi sedež spoštovane Čudomirjeve kulturne fundacije. Muzej je tudi ena od 100 turističnih znamenitosti Bolgarije.

## Industrija vrtnic
Mesto leži na vzhodnem koncu znamenite Doline vrtnic. Obdano je s srednje visokimi gorami na nasprotnih straneh in je še posebej čudovito sredi maja, ko zacvetijo polja vrtnic in je dišava neprimerljiva. Nabiranje vrtnic in proizvodnja rožnega olja za izvoz mednarodnim proizvajalcem parfumov je velikega pomena za lokalno gospodarstvo. Tukaj je nekaj tovarn olja: Lema; Damascena.
Glede na The Ultimate Visual Encyclopedia je Bolgarija glavni dobavitelj določene vrste rožnega olja na svetu, vrtovi vrtnic v Kazanlaku pa so največji vrtovi vrtnic na svetu.

### Festival vrtnic
Festival vrtnic je eden najimenitnejših dogodkov v Bolgariji, posvečen lepoti in rožam, pomladi in vonju neprecenljive kazanlaške vrtnice. Leta 2023 je festival praznoval 120 let. Lepa praznovanja cvetenja vrtnic tam potekajo prvi teden junija. Program za cel teden je poln zanimivosti vseh vrst: kulturnih, pustolovskih in na prostem ter kulinaričnih in vinskih izpostav. Tisti teden je zanimiv tudi zato, ker poteka lepotno tekmovanje in zadnji dan praznovanja izbirajo najlepšo dekle v mestu. Pravijo ji 'kraljica vrtnic'. Praznik vrtnic so prvič praznovali leta 1903 in od takrat tradicionalno potekajo prvi vikend v juniju. To je sezona, ko zacveti nežna oljna Kazanlaška vrtnica, ki napolni zrak s svojim vonjem. Danes se je Praznik vrtnic razvil v mednarodno prireditev, kjer se zabava na tisoče turistov in gostov mesta.

## Druge industrije
Občina Kazanlak ima dobro razvito predelovalno industrijo, ki je tudi najbolj razvit sektor v regiji Stara Zagora. Proizvodna podjetja prispevajo 75 % dodane vrednosti lokalnemu gospodarstvu in zaposlujejo 66 % delavcev v letu 2019. Sektor ustvari 55 % neto prihodkov in 79 % plač. Po dodani vrednosti sta najpomembnejši proizvodni podsektorji predelava kovin in kovinskih delov (63 % dodane vrednosti v proizvodnji), proizvodnja strojev in naprav (21 % dodane vrednosti). Produktivnost podjetij je zagotovljena s kapitalskimi vlaganji v dolgotrajna opredmetena sredstva in z aktivnim črpanjem sredstev iz evropskih skladov - skupaj 29 % zneska za regijo za obdobje 2014-2019.
Med proizvajalci v Kazanlaku je vidno podjetje Arsenal Corp., ustanovljeno leta 1924, proizvaja in razvija široko paleto vojaške opreme, vključno z osebnim orožjem (zlasti modeli AK), protiletalskimi raketami in težkimi mitraljezi.
V mestu sta tudi M+S Hydraulic M+S Hydraulic in Caproni JSC, proizvajalca hidravličnih komponent.
Kazanlak ima tri tekstilne tovarne, ena za volnene tkanine, druga za proizvodnjo sukanca različnih vrst in zadnja za proizvodnjo tkanin iz sintetičnih materialov.
V Kazanlaku se že več kot 90 let nahaja ena največjih tovarn glasbil v državi Kremona.